# Cyclodictyon longifrons
Cyclodictyon longifrons är en bladmossart som beskrevs av Brotherus 1907. Cyclodictyon longifrons ingår i släktet Cyclodictyon och familjen Hookeriaceae. Inga underarter finns listade i Catalogue of Life.